# Il nuovo Figaro
Il nuovo Figaro és una òpera còmica (melodramma giocoso, a l'original italià) en dos actes amb música de Luigi Ricci sobre un llibret de Jacopo Ferretti basat en l'obra L'ambassadeur d'Eugène Scribe, estrenada al Teatro Ducale de Parma el 15 de febrer de 1832.

## Context
Poc després del triomf de l'òpera semiseria Chiara di Rosemnberg, l'estrena d'aquesta òpera Il nuovo Figaro va consolidar la figura de Luigi Ricci com a compositor d'òperes bufes, un cop retirat de la composició el gran Gioachino Rossini. A diferència d'altres òperes sobre la figura de Fígaro (El barber de Sevilla de Rossini o Les noces de Fígaro de Mozart), en aquesta obra el nom del personatge principal no és pas Fígaro, sinó Leporello, curiosament igual que el nom del servent de Don Giovanni de Mozart.L'acció es desenvolupa a Nàpols, no a Sevilla.
A Catalunya es va estrenar el 20 de desembre de 1833. Al Gran Teatre del Liceu de Barcelona es va estrenar el 6 de febrer de 1852 amb el llibret editat per Tomàs Gorchs sota el títol castellà d'El nuevo Fígaro ó sea El criado astuto, tot i que amb el text en italià. La va dirigir Mateu Ferrer i Oller. A Madrid es va estrenar al Teatro de la Cruz el 3 d'abril de 1834. Anys més tard, el 19 de setembre de 1862, es va estrenar a Madrid, al Teatro de la Zarzuela, una sarsuela, El nuevo Fígaro, basada en l'òpera italiana.

## Personatges
| Paper                                                         | Tessitura | Intèrprets de l'estrena 15 de febrer de 1832 (dir: Ferdinando Melchiorri) |
| ------------------------------------------------------------- | --------- | ------------------------------------------------------------------------- |
| Baró Sigismondo di Warthenkoppenburgen, antic militar prussià | baix      | Giuseppe Frezzolini                                                       |
| Amalia, la seva filla, d'uns 22 anys                          | soprano   | Lina Roser-Balfe                                                          |
| Andrea di Cernay, jove noble francès                          | tenor     | Francesco Pedrazzi                                                        |
| Leporello, servent francès del baró                           | baríton   | Luigi Goffredo Zuccoli                                                    |
| Carlotta, jove modista napolitana                             | soprano   | Margherita Rubini                                                         |
| El príncep Federico di Wartensleben, prussià                  |           | Gaetano Fontana                                                           |
| Demetrio, majordom del baró i el seu antic caporal            |           | Agostino Rovere                                                           |
| Servents del baró, servents del príncep                       |           |                                                                           |